# Baraki Barak (distrikt)
Baraki Barak är ett distrikt i Afghanistan. Det ligger i provinsen Logar, i den östra delen av landet, 70 kilometer söder om huvudstaden Kabul. Administrativ huvudort för distriktet är Baraki Barak.
Distriktet beräknades år 2022 ha cirka 103 000 invånare.